# Dirt Devil

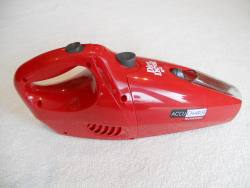
Акумуляторний пилосос Dirt Devil

Dirt Devil — торгова марка побутових пилососів і засобів догляду за підлогою.
Компанія заснована в 1905 році в місті Клівленд, штат Огайо, США. У 1955 році компанія створила перші побутові вакуумні пилососи з патентованою системою «циклон». У 1980-х роках почали продавати пилососи «Royal Dirt Devil» з пластиковими корпусами. Нині лінія «Royal» бренду «Dirt Devil» включає техніку більш високої якості. Окремі моделі пилососів використовують прогресивну технологію фільтрації мультициклон.